# Soro Camara
Soro Camara – malijski piłkarz grający na pozycji napastnika. W swojej karierze rozegrał 1 mecz w reprezentacji Mali.

## Kariera klubowa
W swojej karierze piłkarskiej Camara grał w klubie AS Biton.

## Kariera reprezentacyjna
W reprezentacji Mali Camara zadebiutował 23 lutego 1994 w zremisowanym 0:0 towarzyskim meczu z Ghaną, rozegranym w Bamako i był to zarazem jego jedyny mecz w reprezentacji. W 1994 roku został powołany do kadry na Puchar Narodów Afryki 1994, w którym nie rozegrał żadnego meczu. Z Mali zajął 4. miejsce w tym turnieju.